# Hannah Hardaway
Hannah Hardaway (* 10. Dezember 1978 in Concord) ist eine ehemalige US-amerikanische Freestyle-Skierin. Sie startete in den Buckelpisten-Disziplinen Moguls und Dual Moguls.

## Werdegang
Hardaway nahm zunächst von 1995 bis 1997 am Nor-Am-Cup teil. Dabei holte sie zwei Siege und kam bei den Internationalen Jugendmeisterschaften 1997 in Laajavuori auf den ersten Platz im Moguls. Erstmals im Weltcup startete sie im Januar 1996 in Lake Placid, wobei sie den 24. Platz errang und kam im folgenden Jahr in Mont-Tremblant mit dem achten Platz im Moguls erstmals im Weltcup unter den ersten Zehn sowie zum Ende der Saison 1996/97 auf den 18. Platz im Moguls-Weltcup. Nach Platz 20 in Tignes zu Beginn der Saison 2000/01, holte sie im Deer Valley im Moguls ihren ersten Weltcupsieg. Dies war zugleich ihre zweite Top-Zehn-Platzierung im Weltcup. Im weiteren Saisonverlauf sprang sie im Sunday River auf den dritten Platz und im Iizuna Kōgen Sukī-jō auf den zweiten Rang. Beim Saisonhöhepunkt, den Weltmeisterschaften 2001 in Whistler, belegte sie den 17. Platz im Dual Moguls und den 14. Rang im Moguls. Zum Saisonende siegte sie im Moguls in Himos letztmals im Weltcup und beendete die Saison auf dem siebten Platz im Gesamtweltcup sowie auf dem dritten Rang im Moguls-Weltcup. In ihrer letzten Saison 2001/02 als aktive Sportlerin nahm sie an zehn Weltcups teil und erreichte dabei acht Top-Zehn-Platzierungen. Dabei sprang sie einmal auf den dritten Platz sowie dreimal auf den zweiten Rang und kam damit auf den dritten Platz im Gesamtweltcup sowie auf den zweiten Rang im Moguls-Weltcup. Bei ihrer einzigen Teilnahme an Olympischen Winterspielen im Februar 2002 in Salt Lake City wurde sie Fünfte im Moguls-Wettbewerb. Neben dem Sport schloss sie zunächst ein Studium der Betriebswirtschaft und Japanisch an der Cornell University ab und studierte später Fotografie an der Rocky Mountain School of Photography in Missoula. Sie ist als Hochzeitsfotografin tätig.

## Erfolge

### Olympische Spiele
- 2002 Salt Lake City: 5. Platz Moguls

### Weltmeisterschaften
- 2001 Whistler: 14. Platz Moguls, 17. Platz Dual Moguls

### Weltcupsiege
Hardaway nahm an 34 Weltcups teil und erreichte 13 Top-Zehn-Platzierungen sowie acht Podestplatzierungen.
| Datum          | Ort         | Land               | Disziplin |
| -------------- | ----------- | ------------------ | --------- |
| 7. Januar 2001 | Deer Valley | Vereinigte Staaten | Moguls    |
| 11. März 2001  | Himos       | Finnland           | Moguls    |

### Weltcup-Gesamtplatzierungen
| Saison    | Gesamt | Gesamt | Moguls | Moguls | Dual Moguls | Dual Moguls |
| Saison    | Punkte | Platz  | Punkte | Platz  | Punkte      | Platz       |
| --------- | ------ | ------ | ------ | ------ | ----------- | ----------- |
| 1995/96   | 14     | 74.    | 108    | 28.    | –           | –           |
| 1996/97   | 42     | 53.    | 168    | 18.    | –           | –           |
| 1997/98   | 16     | 87.    | 80     | 30.    | –           | –           |
| 1998/99   | 6      | 55.    | 24     | 34.    | –           | –           |
| 1999/2000 | 28     | 44.    | 112    | 23.    | 4           | 35.         |
| 2000/01   | 88     | 7.     | 440    | 3.     | –           | –           |
| 2001/02   | 93     | 3.     | 556    | 2.     | –           | –           |

.